# スニーカーズ
『スニーカーズ』（原題: Sneakers）は、1992年のアメリカ映画。フィル・アルデン・ロビンソン監督、ロバート・レッドフォード主演によるクライム・アクションである。

## 概要
コンピュータハッキングおよびソーシャルセキュリティハッキングを題材にした作品。ロバート・レッドフォード (『スパイ・ゲーム』)をはじめ、シドニー・ポワチエ、ダン・エイクロイド (『ゴーストバスターズ』)、リヴァー・フェニックス (『スタンド・バイ・ミー』)ら個性的な共演陣が、暗号解読機をめぐる陰謀に挑むプロ集団を熱演。

## あらすじ
大学生のビショップとコズモは学校のコンピュータ室で一緒にハッキングをしていた。ある晩、ビショップが食料を買い出しに行った隙にコズモが捜査当局に捕まってしまう。間一髪でビショップは逃げ出した。
それから時は過ぎ現在。おのおののメンバーが過去に傷を持つハッカー集団は、セキュリティのペネトレーション（侵入）調査を専門にする合法的活動をしていた。
ある日NSA（アメリカ国家安全保障局）を名乗る二人組が現れ、違法のソーシャルセキュリティハッキングを破格の報酬でこのチームに提示する。
リーダーであるビショップの「過去」を知る二人組の依頼を断れない彼らはやむなくそれを引き受ける。かくして依頼されたソーシャルセキュリティハッキングとは、「どんな暗号でも解いてしまうチップ」の組み込まれた黒い箱を天才数学者から盗み出すことであった。
結果としてハッキングチームは、ビショップの過去に触れる大きな脅威に迫ってしまう。
犯罪組織の手先となっていたコズモ対ビショップ率いるハッキングチームの息詰まるチップの争奪戦の末、ビショップはNSAのアボットにチップが組み込まれたままと思わせた黒い箱を渡し、密かに抜き取っておいたチップは捨て去るのであった。

## キャスト
| 役名                                 | 俳優                           | 日本語吹替                                                            | 日本語吹替 |
| 役名                                 | 俳優                           | ソフト版                                                              | 日本テレビ版 |
| ------------------------------------ | ------------------------------ | --------------------------------------------------------------------- | --- |
| マーティン・ビショップ               | ロバート・レッドフォード       | 野沢那智                                                              | 安原義人 |
| ドナルド・クリース                   | シドニー・ポワチエ             | 田中信夫                                                              | 田中信夫 |
| ダリル・“マザー”・ロスコー           | ダン・エイクロイド             | 安西正弘                                                              | 玄田哲章 |
| カール・アボガスト                   | リヴァー・フェニックス         | 宮本充                                                                | 佐々木望 |
| アーウィン・“ホイッスラー”・エメリー | デヴィッド・ストラザーン       | 池田勝                                                                | 田中秀幸 |
| リズ                                 | メアリー・マクドネル           | 弥永和子                                                              | 駒塚由衣 |
| コズモ                               | ベン・キングズレー             | 大木民夫                                                              | 田原アルノ |
| バーナード・アボット                 | ジェームズ・アール・ジョーンズ | 大平透                                                                | 小林清志 |
| グンター・ジャネック                 | ドナル・ローグ                 | 牛山茂                                                                | |
| ワーナー・ブランデス                 | スティーヴン・トボロウスキー   | 嶋俊介                                                                | |
| その他                               |                                | 藤原啓治 堀越真己 中庸助 藤本譲 さとうあい 定岡小百合 金尾哲夫 島香裕 | 牛山茂 青森伸 佐々木梅治 田中亮一 松本保典 安達忍 水谷優子 落合弘治 大黒和広 筒井巧 岩崎ひろし 浅野まゆみ 黒田弥生 小林恭治 |
| 日本語版制作スタッフ                 |                                |                                                                       | |
| 演出                                 | 演出                           | 佐藤敏夫                                                              | 蕨南勝之 |
| 翻訳                                 | 翻訳                           | 島伸三                                                                | 平田勝茂 |
| 調整                                 | 調整                           |                                                                       | 栗林秀年 |
| 効果                                 | 効果                           |                                                                       | VOX |
| スタジオ                             | スタジオ                       |                                                                       | コスモスタジオ |
| 制作担当                             | 制作担当                       |                                                                       | 小嶋尚志 細谷美樹 豊田定男（コスモプロモーション）                                                                          |
| プロデューサー補                     | プロデューサー補               |                                                                       | 小林三紀子 |
| プロデューサー                       | プロデューサー                 |                                                                       | 大塚恭司（日本テレビ） |
| 制作                                 | 制作                           | 東北新社                                                              | |

- ソフト版：VHS・DVD・BD収録 1993年9月23日発売
- 日本テレビ版：初回放送1998年5月22日『金曜ロードショー』